# Primera División 1973-1974 (hockey su pista)
La Primera Division 1973-1974 è stata la 5ª edizione del torneo di secondo livello del campionato spagnolo di hockey su pista. La competizione è iniziata il 7 ottobre 1973 e si è conclusa il 31 marzo 1974.
Il torneo è stato vinto dal Sabadell davanti al Cibeles; le due squadre furono promosse in División de Honor per la stagione successiva.

## Squadre partecipanti
| Club               | Città                  | Impianto | Stagione precedente                                    |
| ------------------ | ---------------------- | -------- | ------------------------------------------------------ |
| Alcodiam Salesiano |                        |          | In Segunda División, promosso                          |
| Barcino            | Barcellona             |          | 6º in Primera División                                 |
| Cibeles            | Oviedo                 |          | 10º in Primera División                                |
| Coma Cros          | Salt                   |          | 11º in Primera División, ripescato                     |
| CP Claret          | Siviglia               |          | 8º in Primera División                                 |
| Femsa Madrid       | Madrid                 |          | 14º in División de Honor, retrocesso                   |
| Igualada           | Igualada               |          | 12º in División de Honor, perde i play-out, retrocesso |
| Lleida             | Lleida                 |          | In Segunda División, promosso                          |
| Mataró             | Mataró                 |          | 11º in División de Honor, perde i play-out, retrocesso |
| Mieres             | Mieres                 |          | 9º in Primera División                                 |
| Pilaristas         | Madrid                 |          | 12º in Primera División, ripescato                     |
| Reus Ploms         | Reus                   |          | 13º in División de Honor, retrocesso                   |
| Sabadell           | Sabadell               |          | In Segunda División, promosso                          |
| Vilafranca         | Vilafranca del Penedès |          | 7º in Primera División                                 |

## Classifica finale
|  | Pos. | Squadra            | Pt | G  | V  | N | P  | GF  | GS  | DR  |
|  | ---- | ------------------ | -- | -- | -- | - | -- | --- | --- | --- |
|  | 1.   | Sabadell           | 39 | 26 | 18 | 3 | 5  | 130 | 104 | +26 |
|  | 2.   | Cibeles            | 38 | 26 | 17 | 4 | 5  | 159 | 86  | +73 |
|  | 3.   | Reus Ploms         | 37 | 26 | 18 | 1 | 7  | 148 | 105 | +43 |
|  | 4.   | Femsa Madrid       | 33 | 26 | 14 | 5 | 7  | 97  | 80  | +17 |
|  | 5.   | CP Claret          | 33 | 26 | 16 | 1 | 9  | 133 | 96  | +37 |
|  | 6.   | Igualada           | 28 | 26 | 11 | 6 | 9  | 122 | 92  | +30 |
|  | 7.   | Mieres             | 26 | 26 | 10 | 6 | 10 | 143 | 126 | +17 |
|  | 8.   | Lleida             | 24 | 26 | 10 | 4 | 12 | 84  | 81  | +3  |
|  | 9.   | Pilaristas         | 24 | 26 | 10 | 4 | 12 | 112 | 119 | -7  |
|  | 10.  | Vilafranca         | 22 | 26 | 8  | 6 | 12 | 140 | 158 | -18 |
|  | 11.  | Coma Cros          | 19 | 26 | 7  | 5 | 14 | 86  | 126 | -40 |
|  | 12.  | Barcino            | 14 | 26 | 5  | 4 | 16 | 86  | 123 | -37 |
|  | 13.  | Alcodiam Salesiano | 13 | 26 | 6  | 1 | 19 | 81  | 180 | -99 |
|  | 14.  | Mataró             | 12 | 26 | 4  | 4 | 18 | 91  | 136 | -45 |

Legenda:
      Promosso in División de Honor 1974-1975.
  Partecipa ai play-out.
      Retrocesse in Segunda Division 1974-1975.
Note:
Due punti a vittoria, uno a pareggio, zero a sconfitta.

## Verdetti
|  | Verdetto                       | Club                      |
|  | ------------------------------ | ------------------------- |
|  | Promosse in División de Honor  | Sabadell Cibeles          |
|  | Retrocesse in Segunda Division | Alcodiam Salesiano Mataró |